# 白唇香荚兰
白唇香荚兰是兰科香荚兰属的一个种，分布于安达曼群岛、尼科巴群岛、马来群岛。本种的学名常常误用于台湾梵尼兰（即台湾香荚兰），因为《台湾植物志》误将二者当成同一个种。后来出版的《台湾原生兰科植物完整名录和模式信息》已对此做出订正，台湾并不产白唇香荚兰。白唇香荚兰的唇瓣为白色，而台湾梵尼兰的唇瓣为淡黄绿色微带粉红色。